# Rock Creek, Minnesota
Rock Creek là một thành phố thuộc quận Pine, tiểu bang Minnesota, Hoa Kỳ. Năm 2010, dân số của thành phố này là 1628 người.

## Dân số
- Dân số năm 2000: 1119 người.
- Dân số năm 2010: 1628 người.